# Viboli
Viboli (en asturiano y oficialmente Vibuli) es una localidad perteneciente al municipio de Ponga, en Asturias, España.

## Demografía
Según el censo de 2010 del INE tenía 10 habitantes, 9 varones y 1 mujer. 

## Situación física
Se encuentra a 750 m s. n. m., y su código postal es el 33558.

## Economía
Su principal actividad económica es la ganadería.